# Menconico
Menconico é uma comuna italiana da região da Lombardia, província de Pavia, com cerca de 494 habitantes. Estende-se por uma área de 28 km², tendo uma densidade populacional de 18 hab/km². Faz fronteira com Bobbio (PC), Romagnese, Santa Margherita di Staffora, Varzi, Zavattarello.

## Demografia
| Variação demográfica do município entre 1861 e 2011                               |
|                                                                                   |
| Fonte: Istituto Nazionale di Statistica (ISTAT) - Elaboração gráfica da Wikipedia |